# Dirk Stoclet
Dirk Stoclet (Antwerpen, 6 september 1931 - aldaar, 29 augustus 2003) was een Belgische atleet, die gespecialiseerd was in het hordelopen.

## Biografie
Stoclet werd in 1954 voor het eerst Belgisch kampioen op de 400 m horden. Hij nam dat jaar ook deel aan de  Europese kampioenschappen in Bern. Dit op de 400 m horden en de 4 x 400 m. Hij werd telkens uitgeschakeld in de reeksen. In 1955 werd hij voor de tweede maal Belgisch kampioen op de 400 m horden.

### Clubs
Stoclet was aangesloten bij Berchem Atletiekvereniging (BAVO). Na zijn actieve carrière was hij de medeoprichter van de Marathon van Berchem. Hij stichtte in 1970 de omnisportvereniging vzw Olympia, waar later badmintonclub Olympia Badmintonclub uit ontstond.

## Belgische kampioenschappen
| Onderdeel    | Jaar       |
| ------------ | ---------- |
| 400 m horden | 1954, 1955 |

## Statistieken

### Persoonlijk record
| Onderdeel    | Prestatie | Datum           | Plaats  |
| ------------ | --------- | --------------- | ------- |
| 400 m horden | 53,8 s    | 8 augustus 1954 | Brussel |

## Palmares

### 400 m horden
- 1954:  BK AC – 53,8 s
- 1954: 3e in reeks EK in Bern – 54,5 s
- 1955:  BK AC – 55,3 s
- 1955: 4e Interl. Ned.-België te Den Haag - 55,5 s

### 4 x 400 m
- 1954: 4e in reeks EK in Bern – 3.15,9 s